# Gare de Voronej I
 (février 2023).
Si vous disposez d'ouvrages ou d'articles de référence ou si vous connaissez des sites web de qualité traitant du thème abordé ici, merci de compléter l'article en donnant les références utiles à sa vérifiabilité et en les liant à la section « Notes et références ».
La gare de Voronej I (en russe : Станция Воронеж I) est une gare ferroviaire russe, située dans la ville de Voronej, dans l'oblast de Voronej, en Russie.

## Situation ferroviaire
La gare est exploitée par Yougo-Vostotchnaïa jeleznaïa doroga, partie de Chemins de fer russes.

## Histoire
Elle a été ouverte en 1869 comme terminus pour Le chemin de fer Moscou-Kiev-Voronej. La gare a été détruite en 1943 par les armées nazie en retraite. Le bâtiment actuel de la gare est dû à l'architecte Karo Halabyan.

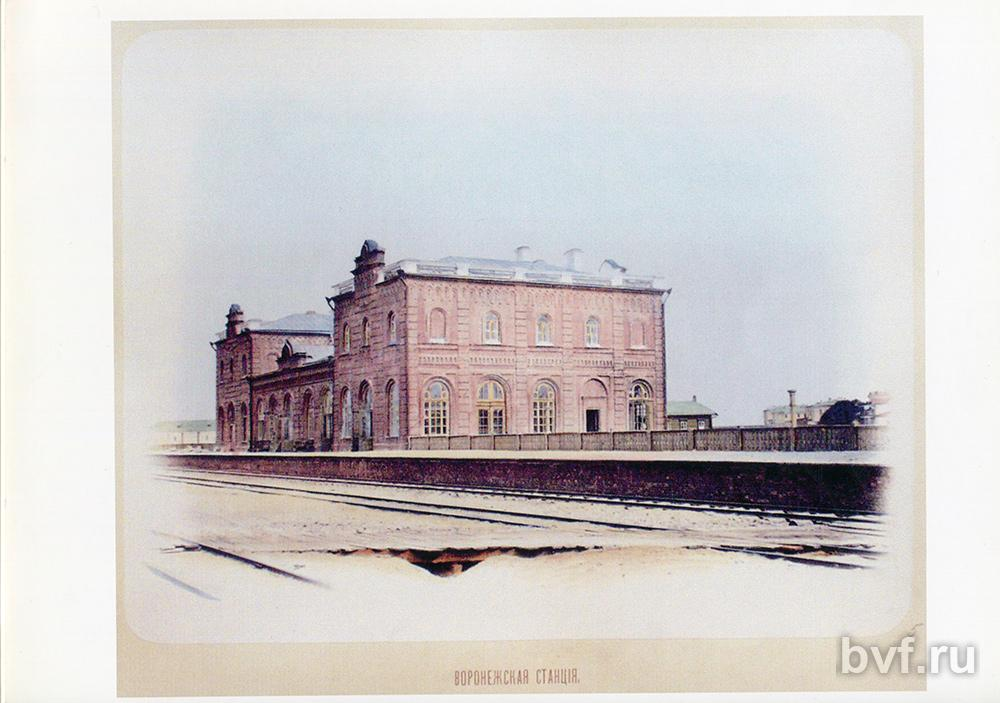
Vers 1869
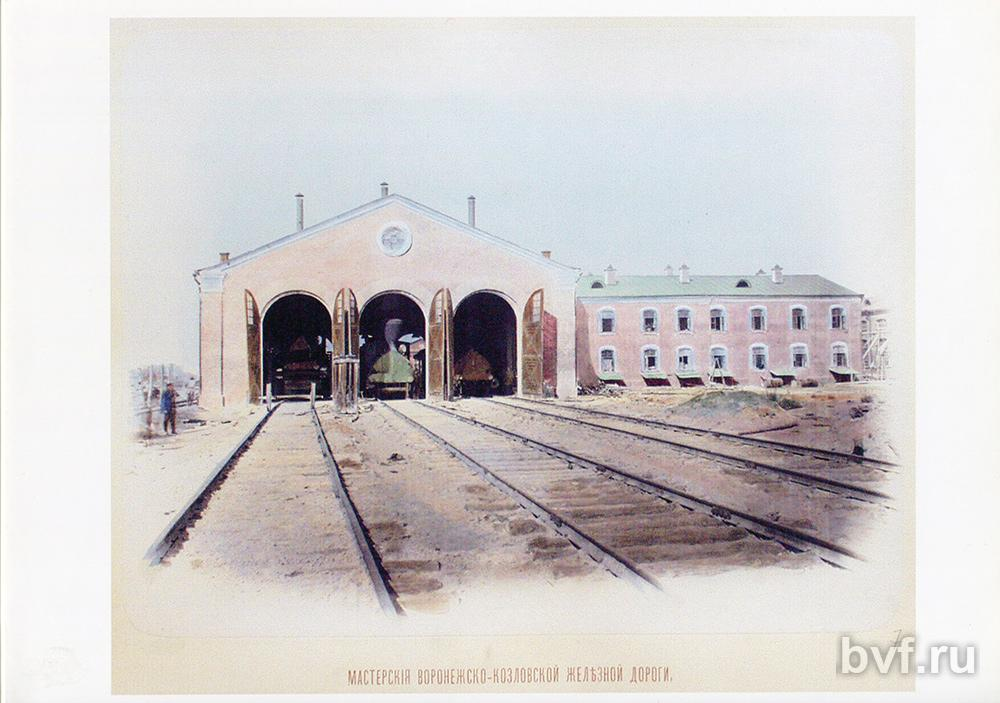
et ses entrepots.